# Mike Budenholzer
Michael Vincent Budenholzer (Holbrook, 6 augustus 1969) is een Amerikaans basketbalcoach en voormalig basketballer.

## Carrière
Budenholzer speelde collegebasketbal voor de Pomona-Pitzer Sagehens van 1988 tot 1991 en speelde ook golf. Hij studeerde dan vier maanden in Schotland aan de University of Edinburgh en speelde toen voor de Pentland Tigers uit de Scottish National Basketball League. Hij keerde hierna terug naar Amerika en speelde nog een seizoen voor de Pomona-Pitzer Sagehens. Tijdens het seizoen 1992/93 speelde hij voor de Deense eersteklasser Vejle BK.
In 1994 werd hij video-coördinator bij de San Antonio Spurs, een functie die hij twee seizoenen uitoefende alvorens gepromoveerd te worden tot assistent-coach onder Gregg Popovich. Met de Spurs behaalde Budenholzer vier keer de NBA titel als assistent-coach. Na negentien jaar bij de Spurs werd hij in 2013 de nieuwe hoofdcoach van de Atlanta Hawks. Bij de Hawks leidde hij de club naar vier play-offs maar na de play-offs te missen in het seizoen 2017/18 verliet hij de club. Hij werd in 2015 voor een eerste keer verkozen tot NBA Coach of the Year en leidde ook de NBA All-Star wedstrijd.
Hij werd daarop hoofdcoach van de Milwaukee Bucks en vierde met hen de NBA-titel in 2021. In 2019 werd hij voor een tweede keer NBA Coach of the Year. In 2023 werd hij ontslagen door de Bucks. In 2024 werd hij de nieuwe coach van de Phoenix Suns.

## Erelijst

### Als assistent-coach
- NBA-kampioen: 1999, 2003, 2005, 2007

### Als hoofdcoach
- NBA-kampioen: 2021
- NBA Coach of the Year: 2015, 2019
- NBCA Coach of the Year Award: 2019, 2020
- NBA All-Star Game hoofdcoach: 2015, 2019

0 DiVincenzo ·
3 Bryant ·
5 Teague ·
7 Forbes ·
9 Portis ·
11 Lopez ·
13 Nwora ·
15 Merrill ·
17 Tucker ·
21 Holiday ·
22 Middleton ·
24 Connaughton ·
25 Diakite ·
34 G. Antetokounmpo ·
43 T. Antetokounmpo ·
44 Jackson ·
66 Toupane ·
Coach Budenholzer